# Vincent Herbert Coelho
Vincent Herbert Coelho es un diplomático indio retirado.
- Entró al Indian Administrative Service.
- De 1944 a 1947 fue empleado en el departamento de Suministro y gabinete del Indian Foreign Service.
- De 1947 a 1948 fue secretario privado de Sri Pandit Jawaharlal Nehru.
- De 1948 a 1949 fue secretario de embajada en Berna.
- De 1949 a 1950 fue comisionado de comercio en Alejandría.
- De 1951 a 1954 fue cónsul general en Goa.
- De 1954 a 1957 fue secretario del Ministerio de Asuntos Exteriores (India) adjunto.
- De 1957 a 1959 fue encargado de negocios en Ankara.
- De 1959 a 1963 fue secretario del Ministerio de Asuntos Exteriores (India) adjunto.
- De 1963 a 1966 fue embajador en Río de Janeiro.
- De 1966 a 1967 fue oficial político en Sikkim.
- De enero de 1968 a julio de 1970 fue secretario del Ministerio de Asuntos Exteriores (India) adjunto.
- De julio de 1970 a diciembre de 1972 fue embajador en Tokio Japón .
- De diciembre de 1972 a 1975 fue Alto Comisionado en Colombo Sri Lanka con comisión en Malé.[1]